# Douglass Dumbrille
Douglas Rupert Dumbrille (Hamilton, 13 ottobre 1889 – Los Angeles, 2 aprile 1974) è stato un attore canadese.

## Biografia
Nacque in una località nelle vicinanze di Ontario, dove in gioventù svolse il mestiere di impiegato di banca. Viaggiò per motivi lavorativi a Chicago e nell'Illinois. Nel 1913, durante uno di questi viaggi, fece un provino cinematografico e ottenne una piccola parte nel film Eighty Million Women Want - ?. Nel 1924 fece il suo esordio a Broadway nel ruolo di Banquo nel Macbeth di William Shakespeare.
Durante la depressione dei primi anni trenta, lavorò principalmente in teatro, interpretando ruoli di imbroglioni o uomini d'affari senza scrupoli, e dal 1932, intraprese con regolarità la carriera cinematografica, specializzandosi in ruoli di villain, tra i quali scienziati folli e uomini politici corrotti. Nel 1934 partecipò al film L'agente n. 13 con Gary Cooper. Nel 1939 recitò nella parte di Athos, nel film D'Artagnan e i tre moschettieri.
Lavorò in più occasioni per Frank Capra e Cecil B. De Mille, che lo volle nei film I filibustieri (1938) e I bucanieri (1958), e nel ruolo di Jannes per il suo capolavoro I dieci comandamenti (1956). Partecipò anche a diversi programmi televisivi.
Morì a causa di un attacco cardiaco nel 1974.

## Filmografia parziale

### Cinema
- Io sono un evaso (I Am a Fugitive from a Chain Gang), regia di Mervyn LeRoy (1932)
- L'affare si complica (Hard to Handle), regia di Mervyn LeRoy (1933)
- Female, regia di Michael Curtiz (1933)
- Lady Killer, regia di Roy Del Ruth (1933)
- L'isola del tesoro (Treasure Island), regia di Victor Fleming (1934)
- Il rifugio (Hide-Out), regia di W. S. Van Dyke (1934)
- Strettamente confidenziale (Broadway Bill), regia di Frank Capra (1934)
- L'agente n. 13 (Operator 13), regia di Richard Boleslawski (1934)
- Il cardinale Richelieu (Cardinal Richelieu), regia di Rowland V. Lee (1935)
- Sogno di prigioniero (Peter Ibbetson), regia di Henry Hathaway (1935)
- I lancieri del Bengala (The Lives of a Bengal Lancer), regia di Henry Hathaway (1935)
- Terra senza donne (Naughty Marietta), regia di Robert Z. Leonard e W. S. Van Dyke (1935)
- Sulle ali della canzone (Love Me Forever), regia di Victor Schertzinger (1935)
- Ho ucciso! (Crime and Punishment), regia di Josef von Sternberg (1935)
- È arrivata la felicità (Mr. Deeds Goes to Town), regia di Frank Capra (1936)
- Un giorno alle corse (A Day at the Races), regia di Sam Wood (1937)
- I candelabri dello zar (The Emperor's Candlesticks), regia di George Fitzmaurice (1937)
- I filibustieri (The Buccaneer), regia di Cecil B. DeMille (1938)
- Non uccidere (Crime Takes a Holiday), regia di Lewis D. Collins (1938)
- Tempesta sul Bengala (Storm Over Bengal), regia di Sidney Salkow (1938)
- Kentucky, regia di David Butler (1938)
- D'Artagnan e i tre moschettieri (The Three Musketeers), regia di Allan Dwan (1939)
- Capitan Furia (Captain Fury), regia di Hal Roach (1939)
- La tigre del mare (Thunder Afloat), regia di George B. Seitz (1939)
- D'Artagnan e i tre moschettieri (The Three Musketeers), regia di Allan Dwan (1939)
- L'assassino è in casa (Slightly Honorable), regia di Tay Garnett (1939)
- Charlie Chan nell'isola del tesoro (Charlie Chan at Treasure Island), regia di Norman Foster (1939)
- Carovana d'eroi (Virginia City), regia di Michael Curtiz (1940)
- A sud di Pago Pago (South of Pago Pago), regia di Alfred E. Green (1940)
- Avventura a Zanzibar (Road to Zanzibar), regia di Victor Schertzinger (1941)
- Il bazar delle follie (The Big Store), regia di Charles Reisner (1941)
- Gianni e Pinotto tra i cowboys (Ride 'Em Cowboy), regia di Arthur Lubin (1942)
- I cavalieri azzurri (Ten Gentlemen from West Point), regia di Henry Hathaway (1942)
- Musica sulle nuvole (I Married an Angel), regia di W.S. Van Dyke (1942)
- Forzate il blocco (Stand By for Action), regia di Robert Z. Leonard (1942)
- Mademoiselle du Barry (DuBarry Was a Lady), regia di Roy Del Ruth (1943)
- Tre giorni di gloria (Uncertain Glory), regia di Raoul Walsh (1944)
- La donna della giungla (Jungle Woman), regia di Reginald Le Borg (1944)
- La carovana dei ribelli (Gypsy Wildcat), regia di Roy William Neill (1944)
- Sperduti nell'harem (Lost in a Harem), regia di Charles Reisner (1944)
- L'ombra dell'altro (A Medal for Benny), regia di Irving Pichel (1945)
- Fiamme sul Far West (Flame of the West), regia di Lambert Hillyer (1945)
- I cercatori d'oro (Road to Utopia), regia di Hal Walker (1945)
- Perdonate il mio passato (Pardon My Past), regia di Leslie Fenton (1945)
- Notte di paradiso (A Night in Paradise) regia di Arthur Lubin (1946)
- The Cat Creeps, regia di Erle C. Kenton (1946)
- Monsieur Beaucaire, regia di George Marshall (1946)
- Disonorata (Dishonored Lady), regia di Robert Stevenson (1947)
- Dragnet, regia di Leslie Goodwins (1947)
- Bionda selvaggia (Blonde Savage), regia di Steve Sekely (1947)
- Tre figli in gamba (Christmas Eve), regia di Edwin L. Marin (1947)
- Texas selvaggio (The Fabulous Texan), regia di Edward Ludwig (1947)
- Sfida all'ultimo sangue (Last of the Wild Horses), regia di Robert L. Lippert (1948)
- Addio Mimì, regia di Carmine Gallone (1949)
- Nessuna pietà per i mariti (Tell It to the Judge), regia di Norman Foster (1949)
- In estasi (Rapture), regia di Goffredo Alessandrini (1949)
- La corsara (Buccaneer's Girl), regia di Frederick de Cordova (1950)
- La gioia della vita (Riding High), regia di Frank Capra (1950)
- L'orda selvaggia (The Savage Horde), regia di Joseph Kane (1950)
- Gianni e Pinotto nella legione straniera (Abbott and Costello in the Foreign Legion), regia di Charles Lamont (1950)
- Gli amori di Cristina (A Millionaire for Christy), regia di George Marshall (1951)
- Il figlio di viso pallido (Son of Paleface), regia di Frank Tashlin (1952)
- L'assedio degli Apaches (Apache War Smoke), regia di Harold F. Kress (1952)
- Giulio Cesare (Julius Caesar), regia di Joseph L. Mankiewicz (1953)
- I saccheggiatori del sole (Plunder of the Sun), regia di John Farrow (1953)
- I conquistatori della Virginia (Captain John Smith and Pocahontas), regia di Lew Landers (1953)
- L'ultimo agguato (A Life at Stake), regia di Paul Guilfoyle (1954)
- The Lawless Rider, regia di Yakima Canutt (1954)
- Annibale e la vestale (Jupiter's Darling), regia di George Sidney (1955)
- I dieci comandamenti (The Ten Commandments), regia di Cecil B. DeMille (1956)
- I bucanieri (The Buccaneer), regia di Anthony Quinn (1958)
- Johnny Cool, messaggero di morte (Johnny Cool), regia di William Asher (1963)

### Televisione
- Screen Directors Playhouse – serie TV, episodio 1x06 (1955)
- TV Reader's Digest – serie TV, episodio 2x08 (1955)
- 77º Lancieri del Bengala (Tales of the 77th Bengal Lancers) – serie TV, episodio 1x05 (1956)
- Crossroads – serie TV, 6 episodi (1956-1957)
- Goodyear Theatre – serie TV, episodio 1x02 (1957)
- Rescue 8 – serie TV, episodio 2x02 (1959)
- June Allyson Show (The DuPont Show with June Allyson) – serie TV, episodio 2x10 (1960)
- Ripcord – serie TV, episodio 1x21 (1962)
- Indirizzo permanente (77 Sunset Strip) – serie TV, episodio 5x11 (1962)
- Ai confini della realtà (The Twilight Zone) – serie TV, episodio 5x16 (1964)

## Doppiatori italiani
- Giorgio Capecchi in Io sono un evaso (ridoppiaggio), Il bazar delle follie, Gianni e Pinotto tra i cowboys, L'ultimo agguato
- Mario Ferrari in Sogno di prigioniero (ridoppiaggio), Perdonate il mio passato
- Emilio Cigoli in È arrivata la felicità
- Aldo Silvani in Gianni e Pinotto alla legione straniera
- Luigi Pavese in La corsara